# Élections départementales de 2015 dans la Sarthe
Les élections départementales ont lieu les 22 et 29 mars 2015.

## Contexte départemental

### Assemblée départementale sortante
Avant les élections, le conseillers généraux est présidé par Jean-Marie Geveaux (UMP). Il comprend 40 conseillers généraux issus des 40 cantons de la Sarthe. Après le redécoupage cantonal de 2014, ce sont 42 conseillers départementaux qui seront élus au sein des 21 nouveaux cantons de la Sarthe.
| Parti                             | Sigle | Sigle | Élus |
| --------------------------------- | ----- | ----- | ---- |
| Majorité (22 sièges)              |       |       |      |
| Union pour un mouvement populaire |       | UMP   | 14   |
| Divers droite                     |       | DVD   | 8    |
| Opposition (18 sièges)            |       |       |      |
| Parti socialiste                  |       | PS    | 13   |
| Parti communiste Français         |       | PCF   | 2    |
| Divers gauche                     |       | DVG   | 2    |
| Parti radical de gauche           |       | PRG   | 1    |
| Président du conseil général      |       |       |      |
| Jean-Marie Geveaux (UMP)          |       |       |      |

### Assemblée départementale élue
| Parti                                | Sigle | Sigle | Élus |
| ------------------------------------ | ----- | ----- | ---- |
| Majorité (26 sièges)                 |       |       |      |
| Union pour un mouvement populaire    |       | UMP   | 14   |
| Divers droite                        |       | DVD   | 11   |
| Union des démocrates et indépendants |       | UDI   | 1    |
| Opposition (16 sièges)               |       |       |      |
| Parti Socialiste                     |       | PS    | 13   |
| Parti Communiste Français            |       | PCF   | 1    |
| Divers gauche                        |       | DVG   | 2    |
| Président du conseil départemental   |       |       |      |
| Dominique Le Mèner (UMP)             |       |       |      |

## Résultats à l'échelle du département

### Résultats par nuances du ministère de l'Intérieur
Les nuances utilisées par le ministère de l'Intérieur ne tiennent pas compte des alliances locales.
| Binômes     | Binômes            | Premier tour | Premier tour | Second tour | Second tour | Sièges |
| Binômes     | Binômes            | Voix         | %            | Voix        | %           | Sièges |
| ----------- | ------------------ | ------------ | ------------ | ----------- | ----------- | ------ |
|             | Union de la droite | 33 800       | 17,77        | 53 143      | 28,49       | 14     |
|             | UMP                | 17 990       | 9,46         | 23 962      | 12,85       | 6      |
|             | DVD                | 16 393       | 8,62         | 14 856      | 7,97        | 6      |
|             | UC                 | 1 967        | 1,03         |             |             |        |
|             | UDI                | 974          | 0,51         |             |             |        |
|             | MoDem              | 442          | 0,23         |             |             |        |
|             | DLF                | 206          | 0,11         |             |             |        |
| Droite      | Droite             | 71 772       | 37,73        | 91 961      | 49,31       | 26     |
|             |                    |              |              |             |             |        |
|             | PS                 | 23 985       | 12,61        | 28 640      | 15,36       | 10     |
|             | Union de la gauche | 23 701       | 12,46        | 18 128      | 9,72        | 6      |
|             | DVG                | 9 214        | 4,84         | 2 519       | 1,35        | 0      |
|             | FG                 | 6 488        | 3,41         |             |             |        |
|             | EÉLV               | 3 388        | 1,78         |             |             |        |
|             | PCF                | 1 493        | 0,79 %       |             |             |        |
| Gauche      | Gauche             | 68 269       | 35,89        | 49 287      | 26,43       | 16     |
|             |                    |              |              |             |             |        |
|             | FN                 | 50 148       | 26,37        | 45 261      | 24,27       | 0      |
|             |                    |              |              |             |             |        |
| Inscrits    | Inscrits           | 406 376      | 100,00       | 406 364     | 100,00      |        |
| Abstentions | Abstentions        | 204 237      | 50,26        | 200 052     | 49,23       |        |
| Votants     | Votants            | 202 139      | 49,74        | 206 312     | 50,77       |        |
| Blancs      | Blancs             | 9 268        | 4,58         | 15 793      | 7,65        |        |
| Nuls        | Nuls               | 2 682        | 1,33         | 4 010       | 1,94        |        |
| Exprimés    | Exprimés           | 190 189      | 94,09        | 186 509     | 90,40       |        |

### Résultats par canton
| Canton                   | Conseiller sortant        | Parti                     | Parti       | Conseiller élu           | Parti           | Parti           |
| ------------------------ | ------------------------- | ------------------------- | ----------- | ------------------------ | --------------- | --------------- |
| Allonnes                 | Gilles Leproust           |                           | PCF         | Canton supprimé          | Canton supprimé | Canton supprimé |
| Ballon                   | Yannick Rebré             |                           | PS          | Canton supprimé          | Canton supprimé | Canton supprimé |
| Beaumont-sur-Sarthe      | Jean-Pierre Rossard*      |                           | DVG         | Canton supprimé          | Canton supprimé | Canton supprimé |
| Bonnétable               | Claudine Cormier*         |                           | UMP         | Véronique Cantin         |                 | DVD             |
| Bonnétable               | Claudine Cormier*         | Thierry Lemonnier         | UMP         |                          | DVD             |                 |
| Bouloire                 | Michel Paumier*           |                           | DVD         | Canton supprimé          | Canton supprimé | Canton supprimé |
| Brûlon                   | Fabien Lorne              |                           | DVD         | Canton supprimé          | Canton supprimé | Canton supprimé |
| Changé                   | Canton créé               | Canton créé               | Canton créé | Dominique Aubin          |                 | UMP             |
| Changé                   | Canton créé               | Canton créé               | Canton créé | Patrick Desmazieres      |                 | UMP             |
| La Chartre-sur-le-Loir   | Gérard Brault*            |                           | PCF         | Canton supprimé          | Canton supprimé | Canton supprimé |
| Château-du-Loir          | Béatrice Pavy             |                           | UMP         | Béatrice Pavy            |                 | UMP             |
| Château-du-Loir          | Béatrice Pavy             | Régis Vallienne           | UMP         |                          | UMP             |                 |
| Conlie                   | Joël Métenier*            |                           | UMP         | Canton supprimé          | Canton supprimé | Canton supprimé |
| Écommoy                  | Bruno Lecomte*            |                           | PS          | Marie-Pierre Brosset     |                 | UMP             |
| Écommoy                  | Bruno Lecomte*            | Samuel Chevallier         | PS          |                          | DVD             |                 |
| La Ferté-Bernard         | Charles Somaré*           |                           | DVD         | Jean-Carles Grelier      |                 | UMP             |
| La Ferté-Bernard         | Charles Somaré*           | Marie-Thérèse Leroux      | DVD         |                          | DVD             |                 |
| La Flèche                | Nadine Grelet-Certenais   |                           | PS          | Nadine Grelet-Certenais  |                 | PS              |
| La Flèche                | Nadine Grelet-Certenais   | Laurent Hubert            | PS          |                          | DVG             |                 |
| Fresnay-sur-Sarthe       | Fabienne Labrette-Ménager |                           | UMP         | Canton supprimé          | Canton supprimé | Canton supprimé |
| La Fresnaye-sur-Chédouet | André Trottet*            |                           | UMP         | Canton supprimé          | Canton supprimé | Canton supprimé |
| Le Grand-Lucé            | Régis Vallienne           |                           | UMP         | Canton supprimé          | Canton supprimé | Canton supprimé |
| Loué                     | Michel Drouin*            |                           | UMP         | Fabien Lorne             |                 | UMP             |
| Loué                     | Michel Drouin*            | Catherine Paineau         | UMP         |                          | DVD             |                 |
| Le Lude                  | Béatrice Latouche*        |                           | DVD         | François Boussard        |                 | DVD             |
| Le Lude                  | Béatrice Latouche*        | Brigitte Lecor            | DVD         |                          | DVD             |                 |
| Malicorne-sur-Sarthe     | Chantal Albagli*          |                           | UMP         | Canton supprimé          | Canton supprimé | Canton supprimé |
| Mamers                   | Jean-Pierre Chauveau*     |                           | UMP         | Frédéric Beauchef        |                 | UMP             |
| Mamers                   | Jean-Pierre Chauveau*     | Monique Nicolas Liberge   | UMP         |                          | UDI             |                 |
| Le Mans-Centre           | Véronique Rivron          |                           | DVD         | Canton supprimé          | Canton supprimé | Canton supprimé |
| Le Mans-Est-Campagne     | Jean-Luc Fontaine*        |                           | PS          | Canton supprimé          | Canton supprimé | Canton supprimé |
| Le Mans-Nord-Campagne    | Christophe Rouillon       |                           | PS          | Canton supprimé          | Canton supprimé | Canton supprimé |
| Le Mans-Nord-Ouest       | Christiane N'Kaloulou*    |                           | PS          | Canton supprimé          | Canton supprimé | Canton supprimé |
| Le Mans-Nord-Ville       | Jean-Marie Geveaux*       |                           | UMP         | Canton supprimé          | Canton supprimé | Canton supprimé |
| Le Mans-Ouest            | Nelly Heuzé               |                           | PS          | Canton supprimé          | Canton supprimé | Canton supprimé |
| Le Mans-Sud-Est          | Christophe Counil         |                           | PS          | Canton supprimé          | Canton supprimé | Canton supprimé |
| Le Mans-Sud-Ouest        | André Langevin*           |                           | PS          | Canton supprimé          | Canton supprimé | Canton supprimé |
| Le Mans-Ville-Est        | Jacqueline Pedoya         |                           | PS          | Canton supprimé          | Canton supprimé | Canton supprimé |
| Le Mans-1                | Canton créé               | Canton créé               | Canton créé | Nelly Heuze              |                 | PS              |
| Le Mans-1                | Canton créé               | Canton créé               | Canton créé | Claude Petit-Lassay      |                 | PS              |
| Le Mans-2                | Canton créé               | Canton créé               | Canton créé | Mélina Elshoud           |                 | PS              |
| Le Mans-2                | Canton créé               | Canton créé               | Canton créé | Éric Marchand            |                 | DVG             |
| Le Mans-3                | Canton créé               | Canton créé               | Canton créé | Jean-Michel Batailler    |                 | UMP             |
| Le Mans-3                | Canton créé               | Canton créé               | Canton créé | Véronique Rivron         |                 | UMP             |
| Le Mans-4                | Canton créé               | Canton créé               | Canton créé | Lydia Hamonou-Boiroux    |                 | PS              |
| Le Mans-4                | Canton créé               | Canton créé               | Canton créé | Christophe Rouillon      |                 | PS              |
| Le Mans-5                | Canton créé               | Canton créé               | Canton créé | Yves Calippe             |                 | PCF             |
| Le Mans-5                | Canton créé               | Canton créé               | Canton créé | Jacqueline Pedoya        |                 | PS              |
| Le Mans-6                | Canton créé               | Canton créé               | Canton créé | Christophe Counil        |                 | PS              |
| Le Mans-6                | Canton créé               | Canton créé               | Canton créé | Isabelle Cozic Guillaume |                 | PS              |
| Le Mans-7                | Canton créé               | Canton créé               | Canton créé | Paul Létard              |                 | PS              |
| Le Mans-7                | Canton créé               | Canton créé               | Canton créé | Sylvie Tolmont           |                 | PS              |
| Mayet                    | Brigitte Lecor            |                           | DVD         | Canton supprimé          | Canton supprimé | Canton supprimé |
| Marolles-les-Braults     | Nicole Agasse*            |                           | UMP         | Canton supprimé          | Canton supprimé | Canton supprimé |
| Montfort-le-Gesnois      | Christophe Chaudun        |                           | PS          | Canton supprimé          | Canton supprimé | Canton supprimé |
| Montmirail               | Dominique Le Mèner        |                           | UMP         | Canton supprimé          | Canton supprimé | Canton supprimé |
| Pontvallain              | Gérard Véron*             |                           | UMP         | Canton supprimé          | Canton supprimé | Canton supprimé |
| Sablé-sur-Sarthe         | Pierre Touchard*          |                           | UMP         | Daniel Chevalier         |                 | UMP             |
| Sablé-sur-Sarthe         | Pierre Touchard*          | Martine Crnkovic          | UMP         |                          | DVD             |                 |
| Saint-Calais             | Michel Letellier-Canu*    |                           | DVG         | Dominique Le Mèner       |                 | UMP             |
| Saint-Calais             | Michel Letellier-Canu*    | Françoise Lelong          | DVG         |                          | DVD             |                 |
| Saint-Paterne            | Bernard Petiot*           |                           | DVD         | Canton supprimé          | Canton supprimé | Canton supprimé |
| Savigné-l'Évêque         | Canton créé               | Canton créé               | Canton créé | Christophe Chaudun       |                 | PS              |
| Savigné-l'Évêque         | Canton créé               | Canton créé               | Canton créé | Isabelle Lemeunier       |                 | PS              |
| Sillé-le-Guillaume       | Michel Quillet*           |                           | PRG         | Gérard Galpin            |                 | DVD             |
| Sillé-le-Guillaume       | Michel Quillet*           | Fabienne Labrette-Ménager | PRG         |                          | UMP             |                 |
| La Suze-sur-Sarthe       | Gérard Saudubray*         |                           | PS          | Delphine Delahaye        |                 | DVD             |
| La Suze-sur-Sarthe       | Gérard Saudubray*         | Emmanuel Franco           | PS          |                          | UMP             |                 |
| Tuffé                    | Marie-Thérèse Leroux      |                           | DVD         | Canton supprimé          | Canton supprimé | Canton supprimé |
| Vibraye                  | Jacky Breton*             |                           | PS          | Canton supprimé          | Canton supprimé | Canton supprimé |

* Conseillers généraux sortants ne se représentant pas 

## Résultats par canton

### Canton de Bonnétable
| Candidats            | Candidats           | Partis      | Partis      | Premier tour | Premier tour | Second tour | Second tour |
| Candidats            | Candidats           | Partis      | Partis      | Voix         | %            | Voix        | %           |
| -------------------- | ------------------- | ----------- | ----------- | ------------ | ------------ | ----------- | ----------- |
| 1                    | Véronique Cantin    |             | DVD         | 4 246        | 38,77        | 5 011       | 43,12       |
| 1                    | Thierry Lemonnier   |             | DVD         | 4 246        | 38,77        | 5 011       | 43,12       |
| 2                    | Alain Boulay        |             | PCF         | 956          | 8,73         |             |             |
| 2                    | Jocelyne Pichon     |             | PCF         | 956          | 8,73         |             |             |
| 3                    | Agnès Besnard       |             | PS          | 2 876        | 26,26        | 3 719       | 32          |
| 3                    | Yannick Rebre*      |             | PS          | 2 876        | 26,26        | 3 719       | 32          |
| 4                    | Didier Breton       |             | FN          | 2 874        | 26,24        | 2 891       | 24,88       |
| 4                    | Marie-Claude Deotto |             | FN          | 2 874        | 26,24        | 2 891       | 24,88       |
|                      |                     |             |             |              |              |             |             |
| Inscrits             | Inscrits            | Inscrits    | Inscrits    | 22 319       | 100,00       | 22 318      | 100,00      |
| Abstentions          | Abstentions         | Abstentions | Abstentions | 10 796       | 48,37        | 10 191      | 45,66       |
| Votants              | Votants             | Votants     | Votants     | 11 523       | 51,63        | 12 127      | 54,34       |
| Blancs               | Blancs              | Blancs      | Blancs      | 388          | 3,37         | 372         | 3,07        |
| Nuls                 | Nuls                | Nuls        | Nuls        | 183          | 1,59         | 134         | 1,1         |
| Exprimés             | Exprimés            | Exprimés    | Exprimés    | 10 952       | 95,04        | 11 621      | 95,83       |
| * conseiller sortant |                     |             |             |              |              |             |             |

### Canton de Changé
| Candidats   | Candidats           | Partis      | Partis      | Premier tour | Premier tour | Second tour | Second tour |
| Candidats   | Candidats           | Partis      | Partis      | Voix         | %            | Voix        | %           |
| ----------- | ------------------- | ----------- | ----------- | ------------ | ------------ | ----------- | ----------- |
| 1           | Alexis Braud        |             | DVG         | 915          | 8,65         |             |             |
| 1           | Françoise Ferron    |             | DVG         | 915          | 8,65         |             |             |
| 2           | Michel Bouquet      |             | FN          | 2 259        | 21,35        |             |             |
| 2           | Monique Tracol      |             | FN          | 2 259        | 21,35        |             |             |
| 3           | Dominique Aubin     |             | UMP         | 3 282        | 31,02        | 5 731       | 57,41       |
| 3           | Patrick Desmazieres |             | UMP         | 3 282        | 31,02        | 5 731       | 57,41       |
| 4           | Sylvain Bacheley    |             | PS          | 2 672        | 25,26        | 4 252       | 42,59       |
| 4           | Martine Renaut      |             | PS          | 2 672        | 25,26        | 4 252       | 42,59       |
| 5           | Isabelle Desnot     |             | UDI         | 1 452        | 13,72        |             |             |
| 5           | Nicolas Rouanet     |             | MoDem       | 1 452        | 13,72        |             |             |
|             |                     |             |             |              |              |             |             |
| Inscrits    | Inscrits            | Inscrits    | Inscrits    | 22 350       | 100,00       | 22 350      | 100,00      |
| Abstentions | Abstentions         | Abstentions | Abstentions | 11 199       | 50,11        | 11 238      | 50,28       |
| Votants     | Votants             | Votants     | Votants     | 11 151       | 49,89        | 11 112      | 49,72       |
| Blancs      | Blancs              | Blancs      | Blancs      | 450          | 4,04         | 749         | 6,74        |
| Nuls        | Nuls                | Nuls        | Nuls        | 121          | 1,09         | 380         | 3,42        |
| Exprimés    | Exprimés            | Exprimés    | Exprimés    | 10 580       | 94,88        | 9 983       | 89,84       |

### Canton de Château-du-Loir
| Candidats            | Candidats                | Partis      | Partis      | Premier tour | Premier tour | Second tour | Second tour |
| Candidats            | Candidats                | Partis      | Partis      | Voix         | %            | Voix        | %           |
| -------------------- | ------------------------ | ----------- | ----------- | ------------ | ------------ | ----------- | ----------- |
| 1                    | Béatrice Pavy-Morançais* |             | UMP         | 3 597        | 38,76        | 5 314       | 61,14       |
| 1                    | Régis Vallienne          |             | UMP         | 3 597        | 38,76        | 5 314       | 61,14       |
| 2                    | Pascal Gannat            |             | FN          | 2 676        | 28,83        | 3 377       | 38,86       |
| 2                    | Annie L'Hôte             |             | FN          | 2 676        | 28,83        | 3 377       | 38,86       |
| 3                    | Bernard Bousmaha         |             | DVG         | 1 558        | 16,79        |             |             |
| 3                    | Thérèse Croisard         |             | DVG         | 1 558        | 16,79        |             |             |
| 4                    | Angela Longeray          |             | DVG         | 1 450        | 15,62        |             |             |
| 4                    | Thierry Pradier          |             | DVG         | 1 450        | 15,62        |             |             |
|                      |                          |             |             |              |              |             |             |
| Inscrits             | Inscrits                 | Inscrits    | Inscrits    | 18 560       | 100,00       | 18 560      | 100,00      |
| Abstentions          | Abstentions              | Abstentions | Abstentions | 8 633        | 46,51        | 8 419       | 45,36       |
| Votants              | Votants                  | Votants     | Votants     | 9 927        | 53,49        | 10 141      | 54,64       |
| Blancs               | Blancs                   | Blancs      | Blancs      | 450          | 4,53         | 1 069       | 10,54       |
| Nuls                 | Nuls                     | Nuls        | Nuls        | 196          | 1,97         | 381         | 3,76        |
| Exprimés             | Exprimés                 | Exprimés    | Exprimés    | 9 281        | 93,49        | 8 691       | 85,7        |
| * conseiller sortant |                          |             |             |              |              |             |             |

### Canton d'Écommoy
| Candidats   | Candidats            | Partis      | Partis      | Premier tour | Premier tour | Second tour | Second tour |
| Candidats   | Candidats            | Partis      | Partis      | Voix         | %            | Voix        | %           |
| ----------- | -------------------- | ----------- | ----------- | ------------ | ------------ | ----------- | ----------- |
| 1           | Marie-Pierre Brosset |             | UMP         | 2 383        | 24,69        | 5 931       | 63,56       |
| 1           | Samuel Chevallier    |             | DVD         | 2 383        | 24,69        | 5 931       | 63,56       |
| 2           | Didier Pean          |             | DVD         | 1 866        | 19,34        |             |             |
| 2           | Stéphanie Prou       |             | DVD         | 1 866        | 19,34        |             |             |
| 3           | Aurélien Dillière    |             | UDI         | 226          | 2,34         |             |             |
| 3           | Jennifer Ferré       |             | UDI         | 226          | 2,34         |             |             |
| 4           | Jean-Yves Nicot      |             | FN          | 2 511        | 26,02        | 3 401       | 36,44       |
| 4           | Natacha Patin        |             | FN          | 2 511        | 26,02        | 3 401       | 36,44       |
| 5           | Jean Yves Dugast     |             | FG          | 698          | 7,23         |             |             |
| 5           | Jocelyne Lesellier   |             | FG          | 698          | 7,23         |             |             |
| 6           | Willy Jourdain       |             | DVG         | 1 966        | 20,37        |             |             |
| 6           | Jocelyne Vasseur     |             | PS          | 1 966        | 20,37        |             |             |
|             |                      |             |             |              |              |             |             |
| Inscrits    | Inscrits             | Inscrits    | Inscrits    | 20 891       | 100,00       | 20 891      | 100,00      |
| Abstentions | Abstentions          | Abstentions | Abstentions | 10 758       | 51,5         | 10 109      | 48,39       |
| Votants     | Votants              | Votants     | Votants     | 10 133       | 48,5         | 10 782      | 51,61       |
| Blancs      | Blancs               | Blancs      | Blancs      | 332          | 3,28         | 1 029       | 9,54        |
| Nuls        | Nuls                 | Nuls        | Nuls        | 151          | 1,49         | 421         | 3,9         |
| Exprimés    | Exprimés             | Exprimés    | Exprimés    | 9 650        | 95,23        | 9 332       | 86,55       |

### Canton de La Ferté-Bernard
| Candidats   | Candidats               | Partis      | Partis      | Premier tour | Premier tour | Second tour | Second tour |
| Candidats   | Candidats               | Partis      | Partis      | Voix         | %            | Voix        | %           |
| ----------- | ----------------------- | ----------- | ----------- | ------------ | ------------ | ----------- | ----------- |
| 1           | Élisabeth de Bourqueney |             | FN          | 2 332        | 27,69        | 2 515       | 31,3        |
| 1           | Jean-Jacques L'Hôte     |             | FN          | 2 332        | 27,69        | 2 515       | 31,3        |
| 2           | Marie Paule Cavret      |             | PS          | 1 790        | 21,25        |             |             |
| 2           | Jean-Clovis Poungui     |             | DVG         | 1 790        | 21,25        |             |             |
| 3           | Jean-Carles Grelier     |             | UMP         | 4 300        | 51,06        | 5 521       | 68,7        |
| 3           | Marie-Thérèse Leroux    |             | DVD         | 4 300        | 51,06        | 5 521       | 68,7        |
|             |                         |             |             |              |              |             |             |
| Inscrits    | Inscrits                | Inscrits    | Inscrits    | 17 955       | 100,00       | 17 955      | 100,00      |
| Abstentions | Abstentions             | Abstentions | Abstentions | 8 966        | 49,94        | 8 983       | 50,03       |
| Votants     | Votants                 | Votants     | Votants     | 8 989        | 50,06        | 8 972       | 49,97       |
| Blancs      | Blancs                  | Blancs      | Blancs      | 414          | 4,61         | 692         | 7,71        |
| Nuls        | Nuls                    | Nuls        | Nuls        | 153          | 1,7          | 244         | 2,72        |
| Exprimés    | Exprimés                | Exprimés    | Exprimés    | 8 422        | 93,69        | 8 036       | 89,57       |

### Canton de La Flèche
| Candidats            | Candidats                | Partis      | Partis      | Premier tour | Premier tour | Second tour | Second tour |
| Candidats            | Candidats                | Partis      | Partis      | Voix         | %            | Voix        | %           |
| -------------------- | ------------------------ | ----------- | ----------- | ------------ | ------------ | ----------- | ----------- |
| 1                    | Nadine Grelet-Certenais* |             | PS          | 3 570        | 42,45        | 3 871       | 43,36       |
| 1                    | Laurent Hubert           |             | DVG         | 3 570        | 42,45        | 3 871       | 43,36       |
| 2                    | Janine Rival             |             | FN          | 2 476        | 29,44        | 2 576       | 28,85       |
| 2                    | Arnold Virfollet         |             | FN          | 2 476        | 29,44        | 2 576       | 28,85       |
| 3                    | Michèle Bodet            |             | UMP         | 2 363        | 28,10        | 2 481       | 27,79       |
| 3                    | Pierre Houdayer          |             | DVD         | 2 363        | 28,10        | 2 481       | 27,79       |
|                      |                          |             |             |              |              |             |             |
| Inscrits             | Inscrits                 | Inscrits    | Inscrits    | 17 883       | 100,00       | 17 884      | 100,00      |
| Abstentions          | Abstentions              | Abstentions | Abstentions | 8 854        | 49,51        | 8 503       | 47,55       |
| Votants              | Votants                  | Votants     | Votants     | 9 029        | 50,49        | 9 381       | 52,45       |
| Blancs               | Blancs                   | Blancs      | Blancs      | 379          | 4,2          | 295         | 3,14        |
| Nuls                 | Nuls                     | Nuls        | Nuls        | 241          | 2,67         | 158         | 1,68        |
| Exprimés             | Exprimés                 | Exprimés    | Exprimés    | 8 409        | 93,13        | 8 928       | 95,17       |
| * conseiller sortant |                          |             |             |              |              |             |             |

### Canton de Loué
| Candidats            | Candidats             | Partis      | Partis      | Premier tour | Premier tour | Second tour | Second tour |
| Candidats            | Candidats             | Partis      | Partis      | Voix         | %            | Voix        | %           |
| -------------------- | --------------------- | ----------- | ----------- | ------------ | ------------ | ----------- | ----------- |
| 1                    | Joachim Bellessort    |             | DVD         | 702          | 6,96         |             |             |
| 1                    | Sonia Moinet          |             | DVD         | 702          | 6,96         |             |             |
| 2                    | Dominique Amiard      |             | PRG         | 2 508        | 24,87        |             |             |
| 2                    | Stéphanie Plouchart   |             | PS          | 2 508        | 24,87        |             |             |
| 3                    | Fabien Lorne*         |             | UMP         | 3 580        | 35,5         | 6 317       | 65,1        |
| 3                    | Catherine Paineau     |             | DVD         | 3 580        | 35,5         | 6 317       | 65,1        |
| 4                    | Esméralda Bouquet     |             | FN          | 2 800        | 27,77        | 3 386       | 34,9        |
| 4                    | Guy Le Pennec         |             | FN          | 2 800        | 27,77        | 3 386       | 34,9        |
| 5                    | Claudine Furet Paquin |             | UDI         | 494          | 4,90         |             |             |
| 5                    | Gaël Lagneau-Deret    |             | UDI         | 494          | 4,90         |             |             |
|                      |                       |             |             |              |              |             |             |
| Inscrits             | Inscrits              | Inscrits    | Inscrits    | 21 135       | 100,00       | 21 135      | 100,00      |
| Abstentions          | Abstentions           | Abstentions | Abstentions | 10 416       | 49,28        | 10 231      | 48,41       |
| Votants              | Votants               | Votants     | Votants     | 10 719       | 50,72        | 10 904      | 51,59       |
| Blancs               | Blancs                | Blancs      | Blancs      | 481          | 4,49         | 957         | 8,78        |
| Nuls                 | Nuls                  | Nuls        | Nuls        | 154          | 1,44         | 244         | 2,24        |
| Exprimés             | Exprimés              | Exprimés    | Exprimés    | 10 084       | 94,08        | 9 703       | 88,99       |
| * conseiller sortant |                       |             |             |              |              |             |             |

### Canton du Lude
| Candidats   | Candidats             | Partis      | Partis      | Premier tour | Premier tour | Second tour | Second tour |
| Candidats   | Candidats             | Partis      | Partis      | Voix         | %            | Voix        | %           |
| ----------- | --------------------- | ----------- | ----------- | ------------ | ------------ | ----------- | ----------- |
| 1           | Jean-Claude Boiziau   |             | PS          | 2 811        | 28,01        | 2 877       | 26,49       |
| 1           | Carine Ménage         |             | PS          | 2 811        | 28,01        | 2 877       | 26,49       |
| 2           | Jean-Claude Barlemont |             | FN          | 3 419        | 34,07        | 3 659       | 33,69       |
| 2           | Jeanne-Marie Gannat   |             | FN          | 3 419        | 34,07        | 3 659       | 33,69       |
| 3           | François Boussard     |             | DVD         | 3 806        | 37,92        | 4 324       | 39,82       |
| 3           | Brigitte Lecor        |             | DVD         | 3 806        | 37,92        | 4 324       | 39,82       |
|             |                       |             |             |              |              |             |             |
| Inscrits    | Inscrits              | Inscrits    | Inscrits    | 21 799       | 100,00       | 21 799      | 100,00      |
| Abstentions | Abstentions           | Abstentions | Abstentions | 11 093       | 50,89        | 10 409      | 47,75       |
| Votants     | Votants               | Votants     | Votants     | 10 706       | 49,11        | 11 390      | 52,25       |
| Blancs      | Blancs                | Blancs      | Blancs      | 447          | 4,18         | 394         | 3,46        |
| Nuls        | Nuls                  | Nuls        | Nuls        | 223          | 2,08         | 136         | 1,19        |
| Exprimés    | Exprimés              | Exprimés    | Exprimés    | 10 036       | 93,74        | 10 860      | 95,35       |

### Canton de Mamers
| Candidats   | Candidats               | Partis      | Partis      | Premier tour | Premier tour | Second tour | Second tour |
| Candidats   | Candidats               | Partis      | Partis      | Voix         | %            | Voix        | %           |
| ----------- | ----------------------- | ----------- | ----------- | ------------ | ------------ | ----------- | ----------- |
| 1           | Frédéric Beauchef       |             | UMP         | 4 442        | 43,77        | 6 164       | 64,11       |
| 1           | Monique Nicolas Liberge |             | UDI         | 4 442        | 43,77        | 6 164       | 64,11       |
| 2           | Luc-Marie Faburel       |             | FG          | 1 032        | 10,17        |             |             |
| 2           | Marie-Françoise Vay     |             | FG          | 1 032        | 10,17        |             |             |
| 3           | Irina Merel             |             | FN          | 3 082        | 30,37        | 3 450       | 35,89       |
| 3           | Lionel Neveu            |             | FN          | 3 082        | 30,37        | 3 450       | 35,89       |
| 4           | Malika Belaidi          |             | PS          | 1 593        | 15,70        |             |             |
| 4           | Jean Havas              |             | PRG         | 1 593        | 15,70        |             |             |
|             |                         |             |             |              |              |             |             |
| Inscrits    | Inscrits                | Inscrits    | Inscrits    | 20 350       | 100,00       | 20 357      | 100,00      |
| Abstentions | Abstentions             | Abstentions | Abstentions | 9 623        | 47,29        | 9 420       | 46,27       |
| Votants     | Votants                 | Votants     | Votants     | 10 727       | 52,71        | 10 937      | 53,73       |
| Blancs      | Blancs                  | Blancs      | Blancs      | 431          | 4,02         | 1 003       | 9,17        |
| Nuls        | Nuls                    | Nuls        | Nuls        | 147          | 1,37         | 320         | 2,93        |
| Exprimés    | Exprimés                | Exprimés    | Exprimés    | 10 149       | 94,61        | 9 614       | 87,9        |

### Canton du Mans-1
| Candidats            | Candidats              | Partis      | Partis      | Premier tour | Premier tour | Second tour | Second tour |
| Candidats            | Candidats              | Partis      | Partis      | Voix         | %            | Voix        | %           |
| -------------------- | ---------------------- | ----------- | ----------- | ------------ | ------------ | ----------- | ----------- |
| 1                    | Ophélia Makodila       |             | FG          | 602          | 8,77         |             |             |
| 1                    | Rémi Papin             |             | FG          | 602          | 8,77         |             |             |
| 2                    | Audrey Canal           |             | DVD         | 1 883        | 27,42        | 2 874       | 44,35       |
| 2                    | Karl Edom              |             | UMP         | 1 883        | 27,42        | 2 874       | 44,35       |
| 3                    | Nelly Heuze*           |             | PS          | 2 406        | 35,04        | 3 606       | 55,65       |
| 3                    | Claude Petit-Lassay    |             | PS          | 2 406        | 35,04        | 3 606       | 55,65       |
| 4                    | Marie Colonna          |             | FN          | 1 288        | 18,76        |             |             |
| 4                    | Louis Nogues           |             | FN          | 1 288        | 18,76        |             |             |
| 5                    | Anne-Marie Choisne     |             | EÉLV        | 688          | 10,02        |             |             |
| 5                    | Daniel Moulin-Brillant |             | EÉLV        | 688          | 10,02        |             |             |
|                      |                        |             |             |              |              |             |             |
| Inscrits             | Inscrits               | Inscrits    | Inscrits    | 14 997       | 100,00       | 14 997      | 100,00      |
| Abstentions          | Abstentions            | Abstentions | Abstentions | 7 605        | 50,71        | 7 618       | 50,8        |
| Votants              | Votants                | Votants     | Votants     | 7 392        | 49,29        | 7 379       | 49,2        |
| Blancs               | Blancs                 | Blancs      | Blancs      | 507          | 6,86         | 877         | 11,89       |
| Nuls                 | Nuls                   | Nuls        | Nuls        | 18           | 0,24         | 22          | 0,3         |
| Exprimés             | Exprimés               | Exprimés    | Exprimés    | 6 867        | 92,9         | 6 480       | 87,82       |
| * conseiller sortant |                        |             |             |              |              |             |             |

### Canton du Mans-2
| Candidats   | Candidats                 | Partis      | Partis      | Premier tour | Premier tour | Second tour | Second tour |
| Candidats   | Candidats                 | Partis      | Partis      | Voix         | %            | Voix        | %           |
| ----------- | ------------------------- | ----------- | ----------- | ------------ | ------------ | ----------- | ----------- |
| 1           | Jean-Michel Leroy         |             | FG          | 687          | 8,43         |             |             |
| 1           | Claire Richet             |             | FG          | 687          | 8,43         |             |             |
| 2           | Mélina Elshoud            |             | PS          | 2 559        | 31,42        | 4 006       | 51,08       |
| 2           | Éric Marchand             |             | DVG         | 2 559        | 31,42        | 4 006       | 51,08       |
| 3           | Laure Demeslay            |             | EÉLV        | 768          | 9,43         |             |             |
| 3           | Jacques Gouffé            |             | EÉLV        | 768          | 9,43         |             |             |
| 4           | Philippe Dorise           |             | UDI         | 2 689        | 33,01        | 3 836       | 48,92       |
| 4           | Isabelle Pivron           |             | UMP         | 2 689        | 33,01        | 3 836       | 48,92       |
| 5           | Marie-Antoinette du Fayet |             | FN          | 1 442        | 17,70        |             |             |
| 5           | Joël Metivier             |             | FN          | 1 442        | 17,70        |             |             |
|             |                           |             |             |              |              |             |             |
| Inscrits    | Inscrits                  | Inscrits    | Inscrits    | 17 767       | 100,00       | 17 767      | 100,00      |
| Abstentions | Abstentions               | Abstentions | Abstentions | 9 077        | 51,09        | 9 018       | 50,76       |
| Votants     | Votants                   | Votants     | Votants     | 8 690        | 48,91        | 8 749       | 49,24       |
| Blancs      | Blancs                    | Blancs      | Blancs      | 480          | 5,52         | 798         | 9,12        |
| Nuls        | Nuls                      | Nuls        | Nuls        | 65           | 0,75         | 109         | 1,25        |
| Exprimés    | Exprimés                  | Exprimés    | Exprimés    | 8 145        | 93,73        | 7 842       | 89,63       |

### Canton du Mans-3
| Candidats   | Candidats                      | Partis      | Partis      | Premier tour | Premier tour | Second tour | Second tour |
| Candidats   | Candidats                      | Partis      | Partis      | Voix         | %            | Voix        | %           |
| ----------- | ------------------------------ | ----------- | ----------- | ------------ | ------------ | ----------- | ----------- |
| 1           | Éric Emmanuel                  |             | MoDem       | 442          | 5,30         |             |             |
| 1           | Waltraud Esnée                 |             | MoDem       | 442          | 5,30         |             |             |
| 2           | Jean-Michel Batailler          |             | UMP         | 2 895        | 34,72        | 4 480       | 56,9        |
| 2           | Véronique Rivron               |             | UMP         | 2 895        | 34,72        | 4 480       | 56,9        |
| 3           | Stephane Chevet                |             | PS          | 2 003        | 24,02        | 3 393       | 43,1        |
| 3           | Marlène Schiappa               |             | PS          | 2 003        | 24,02        | 3 393       | 43,1        |
| 4           | Yves Brochard                  |             | UDI         | 254          | 3,05         |             |             |
| 4           | Aurélie Perot                  |             | UDI         | 254          | 3,05         |             |             |
| 5           | Clotilde Gannat                |             | FN          | 1 169        | 14,02        |             |             |
| 5           | Floscel Marquier de Villemagne |             | FN          | 1 169        | 14,02        |             |             |
| 6           | Guillaume Marchand             |             | PCF         | 537          | 6,44         |             |             |
| 6           | Najat Tahani                   |             | PCF         | 537          | 6,44         |             |             |
| 7           | Cécile Bayle de Jessé          |             | DLF         | 206          | 2,47         |             |             |
| 7           | Ludovic Schmitt                |             | DLF         | 206          | 2,47         |             |             |
| 8           | Jérome Marguet                 |             | EÉLV        | 832          | 9,98         |             |             |
| 8           | Isabelle Sévère                |             | EÉLV        | 832          | 9,98         |             |             |
|             |                                |             |             |              |              |             |             |
| Inscrits    | Inscrits                       | Inscrits    | Inscrits    | 18 497       | 100,00       | 18 497      | 100,00      |
| Abstentions | Abstentions                    | Abstentions | Abstentions | 9 781        | 52,88        | 9 837       | 53,18       |
| Votants     | Votants                        | Votants     | Votants     | 8 716        | 47,12        | 8 660       | 46,82       |
| Blancs      | Blancs                         | Blancs      | Blancs      | 378          | 4,34         | 787         | 9,09        |
| Nuls        | Nuls                           | Nuls        | Nuls        | 0            | 0,00         | 0           | 0,00        |
| Exprimés    | Exprimés                       | Exprimés    | Exprimés    | 8 338        | 95,66        | 7 873       | 90,91       |

### Canton du Mans-4
| Candidats   | Candidats              | Partis      | Partis      | Premier tour | Premier tour | Second tour | Second tour |
| Candidats   | Candidats              | Partis      | Partis      | Voix         | %            | Voix        | %           |
| ----------- | ---------------------- | ----------- | ----------- | ------------ | ------------ | ----------- | ----------- |
| 1           | Marie-Hélène Adam      |             | EÉLV        | 699          | 7,10         |             |             |
| 1           | Julien Dervaux         |             | EÉLV        | 699          | 7,10         |             |             |
| 2           | Véronique Grison       |             | UDI         | 515          | 5,23         |             |             |
| 2           | Olivier Paquin         |             | UDI         | 515          | 5,23         |             |             |
| 3           | Guillaume Delbergue    |             | FN          | 1 701        | 17,27        |             |             |
| 3           | Françoise Milandre     |             | FN          | 1 701        | 17,27        |             |             |
| 4           | Lydia Hamonou-Boiroux  |             | PS          | 3 699        | 37,56        | 5 092       | 54,62       |
| 4           | Christophe Rouillon    |             | PS          | 3 699        | 37,56        | 5 092       | 54,62       |
| 5           | Nelly Hamelin          |             | UMP         | 2 550        | 25,89        | 4 231       | 45,38       |
| 5           | Jean-François Xiberras |             | UMP         | 2 550        | 25,89        | 4 231       | 45,38       |
| 6           | Michel Duchatelet      |             | FG          | 685          | 6,96         |             |             |
| 6           | Tiphaine Marcault      |             | FG          | 685          | 6,96         |             |             |
|             |                        |             |             |              |              |             |             |
| Inscrits    | Inscrits               | Inscrits    | Inscrits    | 20 789       | 100,00       | 20 789      | 100,00      |
| Abstentions | Abstentions            | Abstentions | Abstentions | 10 390       | 49,98        | 10 426      | 50,15       |
| Votants     | Votants                | Votants     | Votants     | 10 399       | 50,02        | 10 363      | 49,85       |
| Blancs      | Blancs                 | Blancs      | Blancs      | 509          | 4,89         | 962         | 9,28        |
| Nuls        | Nuls                   | Nuls        | Nuls        | 41           | 0,39         | 78          | 0,75        |
| Exprimés    | Exprimés               | Exprimés    | Exprimés    | 9 849        | 94,71        | 9 323       | 89,96       |

### Canton du Mans-5
| Candidats   | Candidats             | Partis      | Partis      | Premier tour | Premier tour | Second tour | Second tour |
| Candidats   | Candidats             | Partis      | Partis      | Voix         | %            | Voix        | %           |
| ----------- | --------------------- | ----------- | ----------- | ------------ | ------------ | ----------- | ----------- |
| 1           | Dominique Genevrey    |             | FN          | 1 455        | 28,30        | 1 777       | 36,27       |
| 1           | Louis Valmenier       |             | FN          | 1 455        | 28,30        | 1 777       | 36,27       |
| 2           | Saida Safir           |             | FG          | 533          | 10,37        |             |             |
| 2           | Moudnib Yerrou        |             | FG          | 533          | 10,37        |             |             |
| 3           | Yves Calippe          |             | PCF         | 1 640        | 31,9         | 3 122       | 63,73       |
| 3           | Jacqueline Pedoya     |             | PS          | 1 640        | 31,9         | 3 122       | 63,73       |
| 4           | Aouatef Braber        |             | UMP         | 1 112        | 21,63        |             |             |
| 4           | François Le Forestier |             | UMP         | 1 112        | 21,63        |             |             |
| 5           | Amar Kaouba           |             | EÉLV        | 401          | 7,80         |             |             |
| 5           | Florence Pain         |             | EÉLV        | 401          | 7,80         |             |             |
|             |                       |             |             |              |              |             |             |
| Inscrits    | Inscrits              | Inscrits    | Inscrits    | 13 307       | 100,00       | 13 307      | 100,00      |
| Abstentions | Abstentions           | Abstentions | Abstentions | 7 723        | 58,04        | 7 681       | 57,72       |
| Votants     | Votants               | Votants     | Votants     | 5 584        | 41,96        | 5 626       | 42,28       |
| Blancs      | Blancs                | Blancs      | Blancs      | 443          | 7,93         | 727         | 12,92       |
| Nuls        | Nuls                  | Nuls        | Nuls        | 0            | 0,00         | 0           | 0,00        |
| Exprimés    | Exprimés              | Exprimés    | Exprimés    | 5 141        | 92,07        | 4 899       | 87,08       |

### Canton du Mans-6
| Candidats            | Candidats                | Partis      | Partis      | Premier tour | Premier tour | Second tour | Second tour |
| Candidats            | Candidats                | Partis      | Partis      | Voix         | %            | Voix        | %           |
| -------------------- | ------------------------ | ----------- | ----------- | ------------ | ------------ | ----------- | ----------- |
| 1                    | Christophe Counil*       |             | PS          | 3 520        | 42,07        | 5 156       | 63,34       |
| 1                    | Isabelle Cozic Guillaume |             | PS          | 3 520        | 42,07        | 5 156       | 63,34       |
| 2                    | Emmanuel Dubois          |             | FN          | 2 442        | 29,19        | 2 984       | 36,66       |
| 2                    | Virginie Dubois          |             | FN          | 2 442        | 29,19        | 2 984       | 36,66       |
| 3                    | Ariane Henry             |             | FG          | 932          | 11,14        |             |             |
| 3                    | Dominique Piron          |             | FG          | 932          | 11,14        |             |             |
| 4                    | Michelle Joly            |             | DVD         | 1 473        | 17,60        |             |             |
| 4                    | Antoine Pechabrier       |             | DVD         | 1 473        | 17,60        |             |             |
|                      |                          |             |             |              |              |             |             |
| Inscrits             | Inscrits                 | Inscrits    | Inscrits    | 19 417       | 100,00       | 19 414      | 100,00      |
| Abstentions          | Abstentions              | Abstentions | Abstentions | 10 361       | 53,36        | 10 195      | 52,51       |
| Votants              | Votants                  | Votants     | Votants     | 9 056        | 46,64        | 9 219       | 47,49       |
| Blancs               | Blancs                   | Blancs      | Blancs      | 649          | 7,17         | 990         | 10,74       |
| Nuls                 | Nuls                     | Nuls        | Nuls        | 40           | 0,44         | 89          | 0,97        |
| Exprimés             | Exprimés                 | Exprimés    | Exprimés    | 8 367        | 92,39        | 8 140       | 88,3        |
| * conseiller sortant |                          |             |             |              |              |             |             |

### Canton du Mans-7
| Candidats            | Candidats         | Partis      | Partis      | Premier tour | Premier tour | Second tour | Second tour |
| Candidats            | Candidats         | Partis      | Partis      | Voix         | %            | Voix        | %           |
| -------------------- | ----------------- | ----------- | ----------- | ------------ | ------------ | ----------- | ----------- |
| 1                    | Elen Debost       |             | EÉLV        | 1 924        | 24,53        |             |             |
| 1                    | Gilles Leproust*  |             | FG          | 1 924        | 24,53        |             |             |
| 2                    | Lucienne Maleyrat |             | FN          | 1 961        | 25,00        |             |             |
| 2                    | Arnaud Menu       |             | SIEL        | 1 961        | 25,00        |             |             |
| 3                    | Paul Létard       |             | PS          | 1 963        | 25,02        | 3 743       | 52,64       |
| 3                    | Sylvie Tolmont    |             | PS          | 1 963        | 25,02        | 3 743       | 52,64       |
| 4                    | Guy Favennec      |             | UMP         | 1 997        | 25,46        | 3 367       | 47,36       |
| 4                    | Patricia Polisset |             | UMP         | 1 997        | 25,46        | 3 367       | 47,36       |
|                      |                   |             |             |              |              |             |             |
| Inscrits             | Inscrits          | Inscrits    | Inscrits    | 17 830       | 100,00       | 17 831      | 100,00      |
| Abstentions          | Abstentions       | Abstentions | Abstentions | 9 500        | 53,28        | 9 751       | 54,69       |
| Votants              | Votants           | Votants     | Votants     | 8 330        | 46,72        | 8 080       | 45,31       |
| Blancs               | Blancs            | Blancs      | Blancs      | 400          | 4,8          | 779         | 9,64        |
| Nuls                 | Nuls              | Nuls        | Nuls        | 85           | 1,02         | 191         | 2,36        |
| Exprimés             | Exprimés          | Exprimés    | Exprimés    | 7 845        | 94,18        | 7 110       | 88          |
| * conseiller sortant |                   |             |             |              |              |             |             |

Élection annulée en octobre 2015. Une nouvelle élection a lieu en 2016.

### Canton de Sablé-sur-Sarthe
| Candidats   | Candidats         | Partis      | Partis      | Premier tour | Premier tour | Second tour | Second tour |
| Candidats   | Candidats         | Partis      | Partis      | Voix         | %            | Voix        | %           |
| ----------- | ----------------- | ----------- | ----------- | ------------ | ------------ | ----------- | ----------- |
| 1           | Charlotte Persant |             | PS          | 1 466        | 17,01        |             |             |
| 1           | Alain Pontonnier  |             | PS          | 1 466        | 17,01        |             |             |
| 2           | Henri Delaune     |             | FN          | 2 607        | 30,26        | 2 968       | 35,05       |
| 2           | Léonie Hemery     |             | FN          | 2 607        | 30,26        | 2 968       | 35,05       |
| 3           | Yvonne Dhéret     |             | DVG         | 193          | 2,24         |             |             |
| 3           | Rémi Texereau     |             | DVG         | 193          | 2,24         |             |             |
| 4           | Rémi Mareau       |             | DVG         | 615          | 7,14         |             |             |
| 4           | Sophie Pasquier   |             | DVG         | 615          | 7,14         |             |             |
| 5           | Daniel Chevalier  |             | UMP         | 3 735        | 43,35        | 5 500       | 64,95       |
| 5           | Martine Crnkovic  |             | DVD         | 3 735        | 43,35        | 5 500       | 64,95       |
|             |                   |             |             |              |              |             |             |
| Inscrits    | Inscrits          | Inscrits    | Inscrits    | 19 802       | 100,00       | 19 798      | 100,00      |
| Abstentions | Abstentions       | Abstentions | Abstentions | 10 700       | 54,03        | 10 452      | 52,79       |
| Votants     | Votants           | Votants     | Votants     | 9 102        | 45,97        | 9 346       | 47,21       |
| Blancs      | Blancs            | Blancs      | Blancs      | 286          | 3,14         | 636         | 6,81        |
| Nuls        | Nuls              | Nuls        | Nuls        | 200          | 2,2          | 242         | 2,59        |
| Exprimés    | Exprimés          | Exprimés    | Exprimés    | 8 616        | 94,66        | 8 468       | 90,61       |

### Canton de Saint-Calais
| Candidats            | Candidats           | Partis      | Partis      | Premier tour | Premier tour | Second tour | Second tour |
| Candidats            | Candidats           | Partis      | Partis      | Voix         | %            | Voix        | %           |
| -------------------- | ------------------- | ----------- | ----------- | ------------ | ------------ | ----------- | ----------- |
| 1                    | Gérard Clément      |             | EÉLV        | 2 559        | 25,84        | 2 219       | 23,99       |
| 1                    | Sophie Witczak      |             | DVG         | 2 559        | 25,84        | 2 219       | 23,99       |
| 2                    | Dominique Le Mèner* |             | UMP         | 4 380        | 44,23        | 5 080       | 48,39       |
| 2                    | Françoise Lelong    |             | DVD         | 4 380        | 44,23        | 5 080       | 48,39       |
| 3                    | André Dovillez      |             | FN          | 2 964        | 29,93        | 2 900       | 27,62       |
| 3                    | Amandine Ligneul    |             | FN          | 2 964        | 29,93        | 2 900       | 27,62       |
|                      |                     |             |             |              |              |             |             |
| Inscrits             | Inscrits            | Inscrits    | Inscrits    | 20 437       | 100,00       | 20 436      | 100,00      |
| Abstentions          | Abstentions         | Abstentions | Abstentions | 9 879        | 48,34        | 9 490       | 46,44       |
| Votants              | Votants             | Votants     | Votants     | 10 558       | 51,66        | 10 946      | 53,56       |
| Blancs               | Blancs              | Blancs      | Blancs      | 431          | 4,08         | 311         | 2,84        |
| Nuls                 | Nuls                | Nuls        | Nuls        | 224          | 2,12         | 136         | 1,24        |
| Exprimés             | Exprimés            | Exprimés    | Exprimés    | 9 903        | 93,8         | 10 499      | 95,92       |
| * conseiller sortant |                     |             |             |              |              |             |             |

### Canton de Savigné-l'Évêque
| Candidats            | Candidats           | Partis      | Partis      | Premier tour | Premier tour | Second tour | Second tour |
| Candidats            | Candidats           | Partis      | Partis      | Voix         | %            | Voix        | %           |
| -------------------- | ------------------- | ----------- | ----------- | ------------ | ------------ | ----------- | ----------- |
| 1                    | Christine Marchand  |             | UMP         | 2 701        | 30,69        | 3 041       | 32,92       |
| 1                    | Philippe Metivier   |             | UMP         | 2 701        | 30,69        | 3 041       | 32,92       |
| 2                    | Christophe Chaudun* |             | PS          | 3 710        | 42,15        | 3 931       | 42,56       |
| 2                    | Isabelle Lemeunier  |             | PS          | 3 710        | 42,15        | 3 931       | 42,56       |
| 3                    | Marie d'Herbais     |             | FN          | 2 391        | 27,16        | 2 265       | 24,52       |
| 3                    | Joseph Quinones     |             | FN          | 2 391        | 27,16        | 2 265       | 24,52       |
|                      |                     |             |             |              |              |             |             |
| Inscrits             | Inscrits            | Inscrits    | Inscrits    | 17 294       | 100,00       | 17 295      | 100,00      |
| Abstentions          | Abstentions         | Abstentions | Abstentions | 8 059        | 46,6         | 7 735       | 44,72       |
| Votants              | Votants             | Votants     | Votants     | 9 235        | 53,4         | 9 560       | 55,28       |
| Blancs               | Blancs              | Blancs      | Blancs      | 321          | 3,48         | 239         | 2,5         |
| Nuls                 | Nuls                | Nuls        | Nuls        | 112          | 1,21         | 84          | 0,88        |
| Exprimés             | Exprimés            | Exprimés    | Exprimés    | 8 802        | 95,31        | 9 237       | 96,62       |
| * conseiller sortant |                     |             |             |              |              |             |             |

### Canton de Sillé-le-Guillaume
| Candidats   | Candidats                  | Partis      | Partis      | Premier tour | Premier tour | Second tour | Second tour |
| Candidats   | Candidats                  | Partis      | Partis      | Voix         | %            | Voix        | %           |
| ----------- | -------------------------- | ----------- | ----------- | ------------ | ------------ | ----------- | ----------- |
| 1           | Gérard Galpin              |             | DVD         | 5 135        | 46,17        | 6 896       | 64,51       |
| 1           | Fabienne Labrette-Ménager  |             | UMP         | 5 135        | 46,17        | 6 896       | 64,51       |
| 2           | Blandine Affagard          |             | PS          | 2 592        | 23,30        |             |             |
| 2           | Jean-Paul Rouland          |             | DVG         | 2 592        | 23,30        |             |             |
| 3           | Josiane Bernard            |             | FN          | 3 396        | 30,53        | 3 794       | 35,49       |
| 3           | François-Xavier Guilloteau |             | FN          | 3 396        | 30,53        | 3 794       | 35,49       |
|             |                            |             |             |              |              |             |             |
| Inscrits    | Inscrits                   | Inscrits    | Inscrits    | 22 594       | 100,00       | 22 590      | 100,00      |
| Abstentions | Abstentions                | Abstentions | Abstentions | 10 703       | 47,37        | 10 502      | 46,49       |
| Votants     | Votants                    | Votants     | Votants     | 11 891       | 52,63        | 12 088      | 53,51       |
| Blancs      | Blancs                     | Blancs      | Blancs      | 595          | 5            | 1 059       | 8,76        |
| Nuls        | Nuls                       | Nuls        | Nuls        | 173          | 1,45         | 339         | 2,8         |
| Exprimés    | Exprimés                   | Exprimés    | Exprimés    | 11 123       | 93,54        | 10 690      | 88,43       |

### Canton de La Suze-sur-Sarthe
| Candidats   | Candidats         | Partis      | Partis      | Premier tour | Premier tour | Second tour | Second tour |
| Candidats   | Candidats         | Partis      | Partis      | Voix         | %            | Voix        | %           |
| ----------- | ----------------- | ----------- | ----------- | ------------ | ------------ | ----------- | ----------- |
| 1           | Rachel Besland    |             | FG          | 1 319        | 13,70        |             |             |
| 1           | Éric Jamet        |             | FG          | 1 319        | 13,70        |             |             |
| 2           | Yannick Esnault   |             | PS          | 2 342        | 24,32        |             |             |
| 2           | Marie Hamel-Faure |             | PS          | 2 342        | 24,32        |             |             |
| 3           | Delphine Delahaye |             | DVD         | 3 066        | 31,84        | 5 862       | 63,86       |
| 3           | Emmanuel Franco   |             | UMP         | 3 066        | 31,84        | 5 862       | 63,86       |
| 4           | Virginie Blanchet |             | FN          | 2 903        | 30,15        | 3 318       | 36,14       |
| 4           | Joël Cormier      |             | FN          | 2 903        | 30,15        | 3 318       | 36,14       |
|             |                   |             |             |              |              |             |             |
| Inscrits    | Inscrits          | Inscrits    | Inscrits    | 20 403       | 100,00       | 20 394      | 100,00      |
| Abstentions | Abstentions       | Abstentions | Abstentions | 10 121       | 49,61        | 9 844       | 48,27       |
| Votants     | Votants           | Votants     | Votants     | 10 282       | 50,39        | 10 550      | 51,73       |
| Blancs      | Blancs            | Blancs      | Blancs      | 497          | 4,83         | 1 068       | 10,12       |
| Nuls        | Nuls              | Nuls        | Nuls        | 155          | 1,51         | 302         | 2,86        |
| Exprimés    | Exprimés          | Exprimés    | Exprimés    | 9 630        | 93,66        | 9 180       | 87,01       |